# Tommy Troelsen
Tommy Troelsen (né le 10 juillet 1940 à Nykøbing Mors et mort le 9 mars 2021) est un footballeur international danois. Il participe aux Jeux olympiques d'été de 1960, remportant la médaille d'argent avec le Danemark.

## Biographie

### En club
Tommy Troelsen réalise l'intégralité de sa carrière avec le club du Vejle BK, équipe où il joue pendant onze saisons, de 1958 à 1968. Il remporte avec cette équipe un championnat du Danemark et deux Coupes du Danemark.

### En équipe nationale
Tommy Troelsen reçoit 16 sélections en équipe du Danemark entre 1959 et 1968, inscrivant cinq buts.
Il joue son premier match en équipe nationale le 26 juin 1959, contre l'Islande, pour une victoire 2-4 à Reykjavik.
Il participe ensuite aux Jeux olympiques d'été de 1960 organisés à Rome. Lors du tournoi olympique, il joue trois matchs, contre la Tunisie, la Hongrie, et la Yougoslavie.
Il inscrit deux buts lors de l'année 1965, contre la Norvège (match nul 2-2 à Oslo) et l'Union soviétique (défaite 1-3 à Copenhague).
Le 23 juin 1968, il est l'auteur d'un triplé contre la Norvège. Les danois s'imposent sur le large score de 5-1 à Copenhague.

## Palmarès

### équipe du Danemark
- Jeux olympiques de 1960 :
  -  Médaille d'argent.

### Vejle BK
- Championnat du Danemark :
  - Champion : 1958.
  - Vice-champion : 1965.
- Coupe du Danemark :
  - Vainqueur : 1958 et 1959.
  - Finaliste : 1968.